# Mitologia românească
Românii au avut din toate timpurile o multitudine de obiceiuri, basme și poeme referitoare la dragoste, credință, regi, prințese și vrăjitoare. Etnologii, poeții, scriitorii și istoricii au încercat de secole să colecționeze și să păstreze basmele, poemele, baladele, dar și să descrie cât mai bine posibil obiceiurile și tradițiile legate de diferite evenimente din an. Tradițiile legate de perioade fixe din an sunt colindele - de Crăciun, sorcova - de Anul Nou sau mărțișorul, obicei legat de venirea primăverii sărbătorită pe 1 martie. Alte obiceiuri presupuse a avea origini pre-creștine, ca Paparuda, ritualul de evocare a ploii vara, sau teatrul folcloric cu măști sau Ursul și Capra din iarnă.
Probabil cel mai mare colecționar de basme din folclor a fost nuvelistul și povestitorul Ion Creangă, care, printr-un limbaj foarte pitoresc, a dat viață unor povești acum clasice, ca Harap Alb sau Fata babei și fata moșneagului. De asemenea, poetul Vasile Alecsandri a publicat cea mai de succes variantă a baladei Miorița, un poem trist, filozofic, centrat în jurul unei intrigi simple: complotul a doi ciobani de a-l omorî pe un al treilea din cauza invidei ce i-o poartă pe starea materială. Alt editor prolific de basme preluate din folclor a fost Petre Ispirescu, care, în secolul XIX a publicat un număr impresionant de volume conținând un număr larg de nuvele scurte și basme din mitologie. Ele sunt centrate în jurul unor personaje populare asemeni lui Făt-Frumos, prințesa Ileana Cosânzeana, monștrii Zmeu sau Căpcăun, dragonul Balaur sau creaturi fantastice ca buna Zână și malefica Muma Pădurii.

## Ființe fabuloase

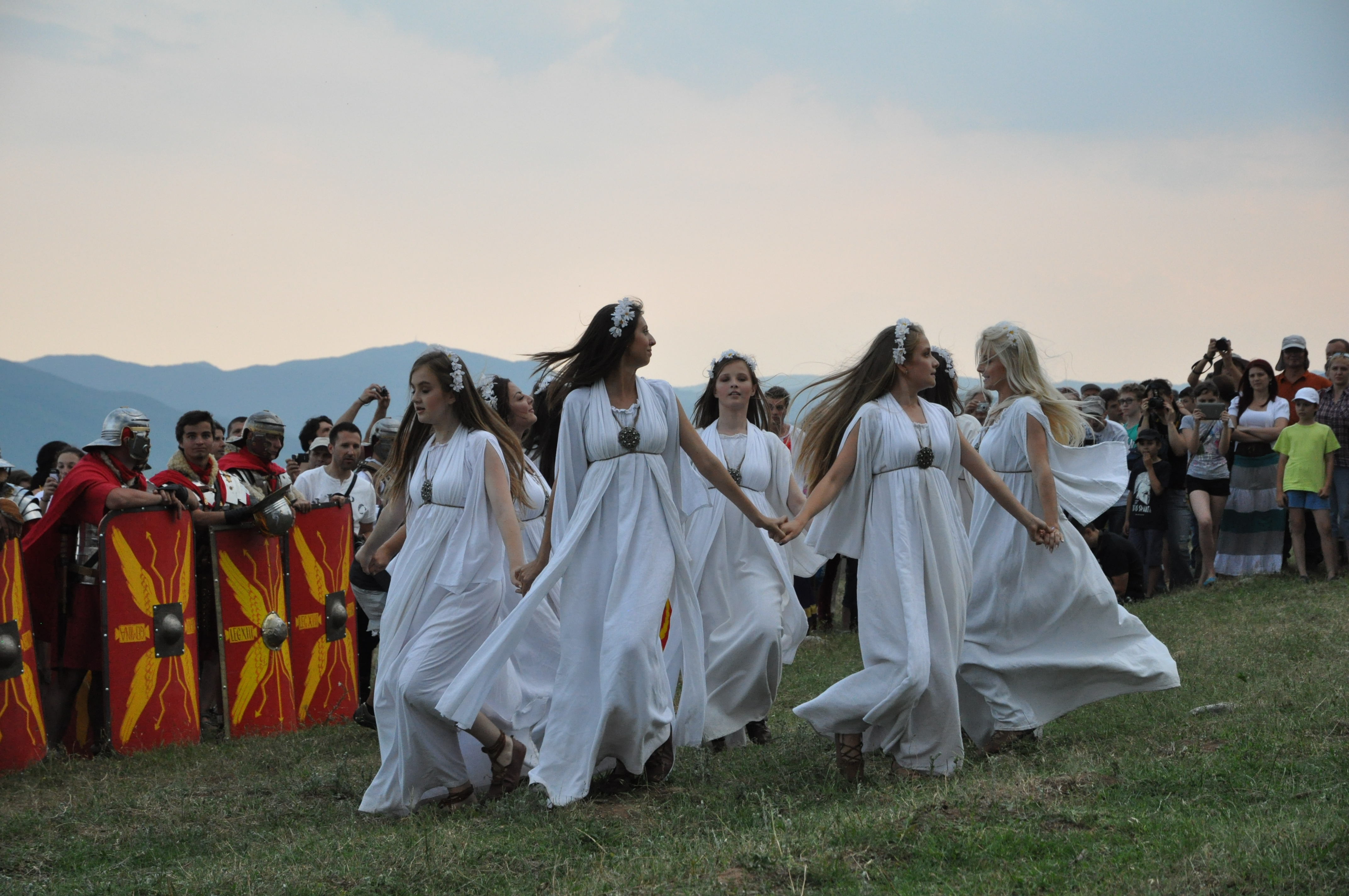
Sânziene

De-a lungul timpului, mitologia românească a dat naștere mai multor ființe și creaturi legendare ce, depinzând de caracter, pot avea multe trăsături cu altele dintr-o mitologie diferită. De exemplu, balaurul se găsește și în alte mitologii, de cele mai multe ori cu interpretari diferite. 
- Balaur
- Blajinii[1]
- Calul năzdrăvan
- Căpcăun
- Corcoaia
- Iele
- Luceafăr
- Moroi
- Muma Pădurii
- Pasărea Măiastră
- Pricolici
- Samca
- Sâmedru[2][3][4]
- Sânziene
- Sânicoară
- Scorpie
- Spiriduș
- Solomonar
- Stafie
- Strigoi
- Știma Apelor
- Uriaș
- Ursitoare
- Vasilisc
- Vâlva Munților
- Vârcolac
- Zână
- Duh
- Sfânta Duminică
- Sfânta Vineri
- Sfânta Miercuri
- Zgripsor
- Zmeu
- Zorilă
- Murgilă
- Miazănoapte
- Stea-logostea (o stea vorbitoare)

## Eroi

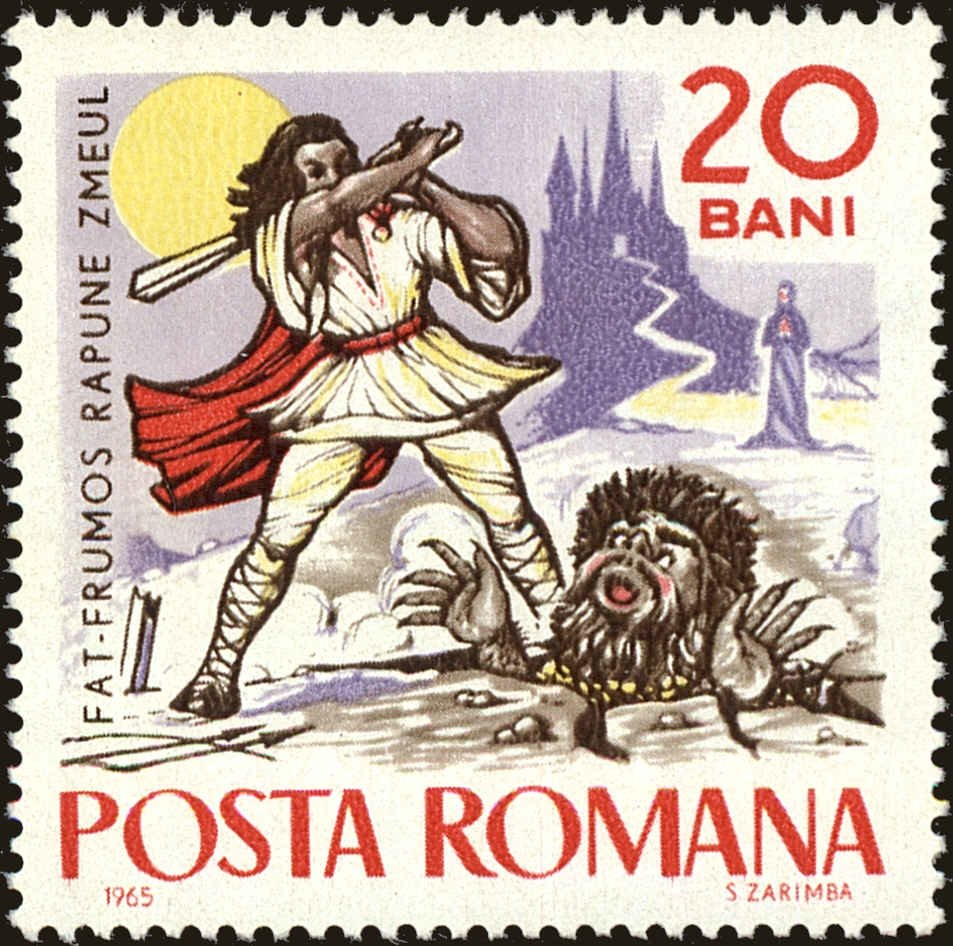
Făt-Frumos răpune Zmeul, timbru românesc din 1965

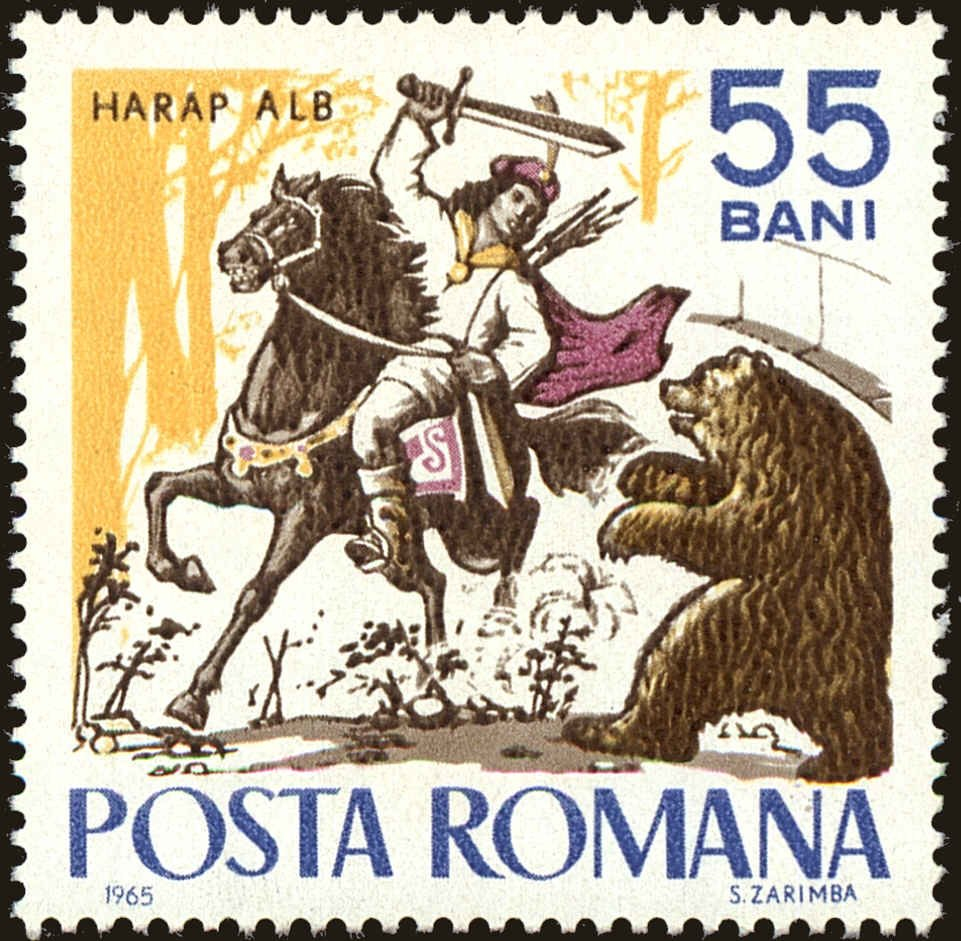
Harap-Alb

- Baba Dochia
- Stan Pățitu
- Ivan Turbincă
- Făt-Frumos
- Călin Nebunul
- Greuceanu
- Iana Sânziana
- Ileana Cosânzeana
- Iovan Iorgovan
- Păcală
- Bulă
- Pintilie Călătorul[5]
- Prâslea
- Harap Alb
- Împăratul Roșu
- Tândală

## Sărbători și ritualuri
- Ignat
- Crăciunul
- Boboteaza
- Dragobete
- Mărțișor
- Babele
- 1 aprilie - Ziua păcălelilor
- Duminica Floriilor
- Paștele
- Paștile Blajinilor
- Paparude
- Călușarii
- Arminden
- Caloian
- Sânziene
- Rusaliile

## Mituri
- Miorița (mitul existenței pastorale)
- Meșterul Manole (mitul estetic)
- Roman și Vlahata
- Traian și Dochia (mitul etnogenezei românilor)
- Zburătorul (mitul erotic)